# Burg Treuchtlingen

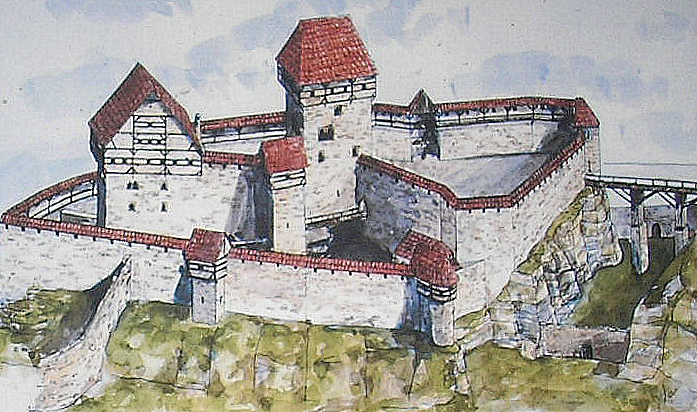
Rekonstruktion der Burg um 1420 auf einer Infotafel im Burgbereich

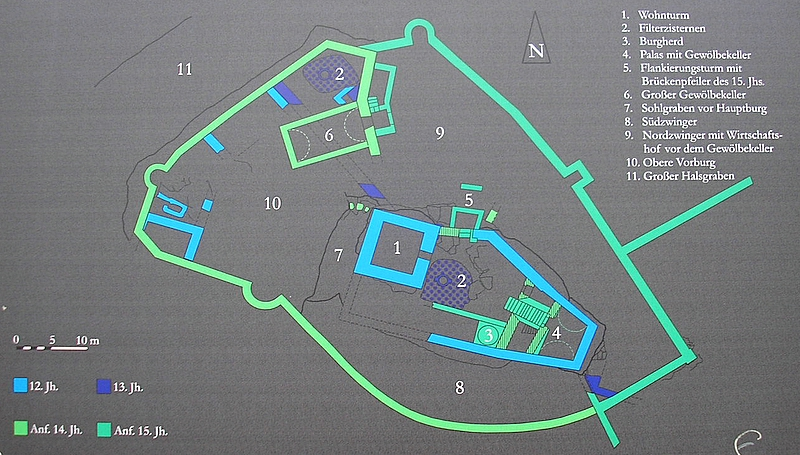
Grundriss auf einer Infotafel im Südzwinger

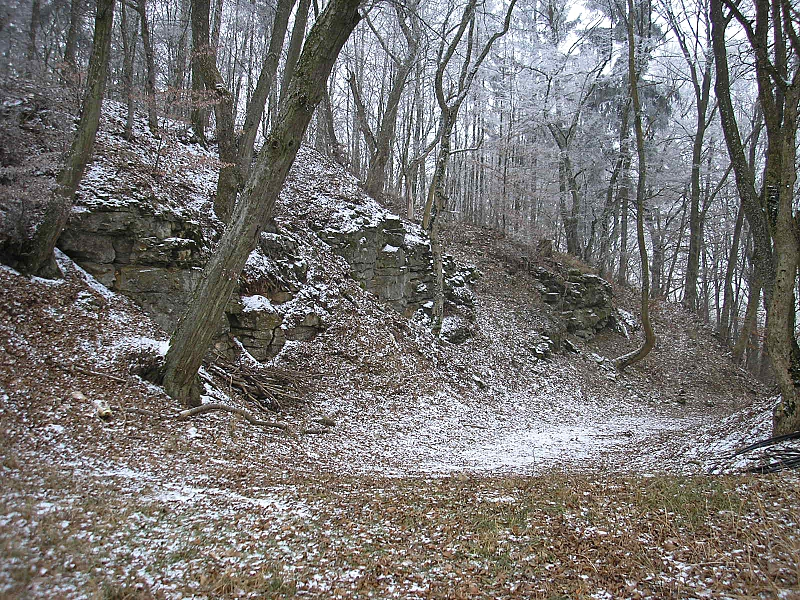
Der Halsgraben im Westen

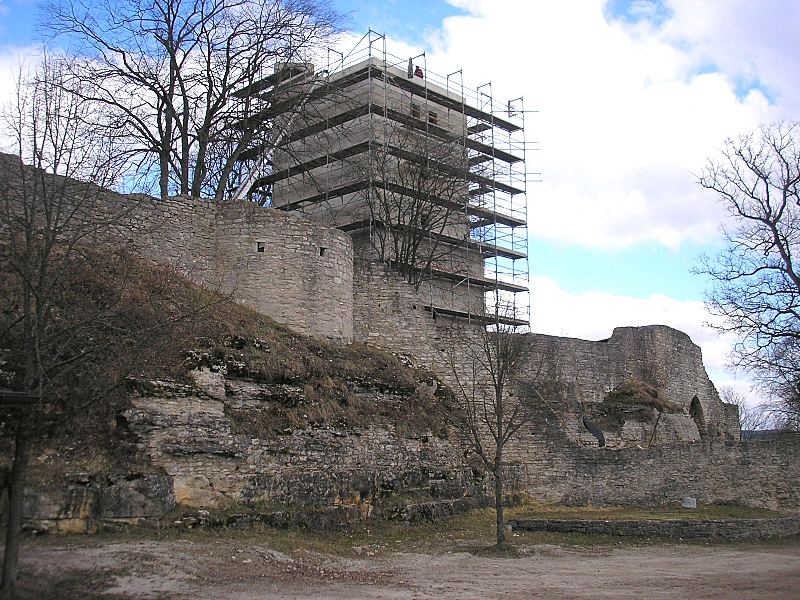
Die Südseite der Burganlage (März 2010) während der Aufstockung des Wohnturmes

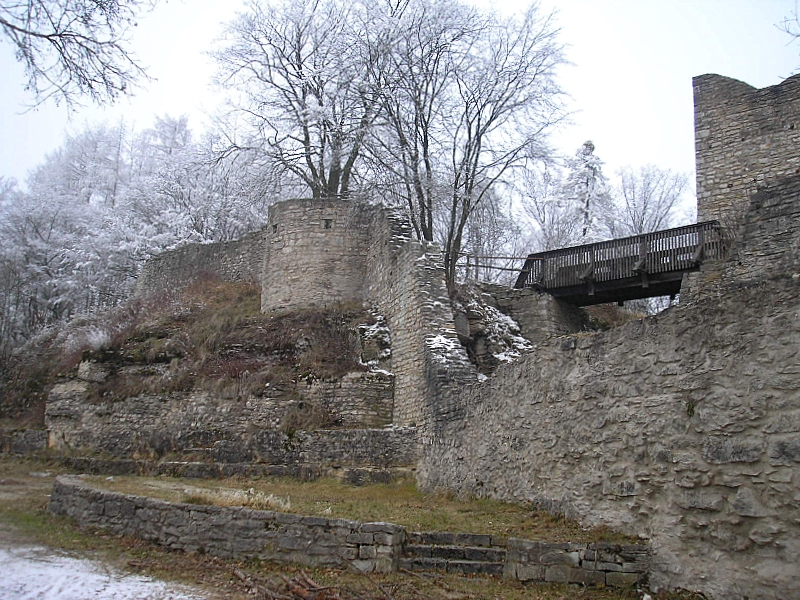
Die südwestliche Ringmauer mit einem der Schalentürme und der modernen Brücke zur Hauptburg

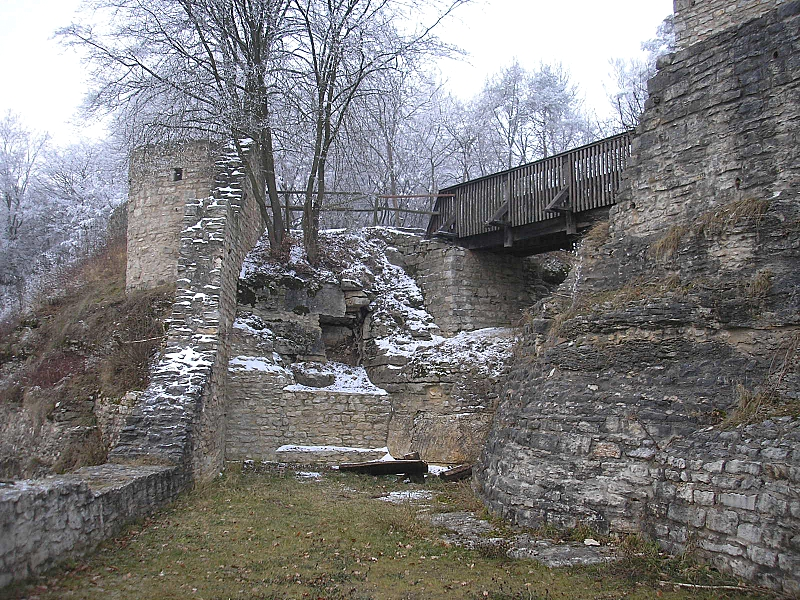
Der Südzwinger und die Innenseite der Ringmauer

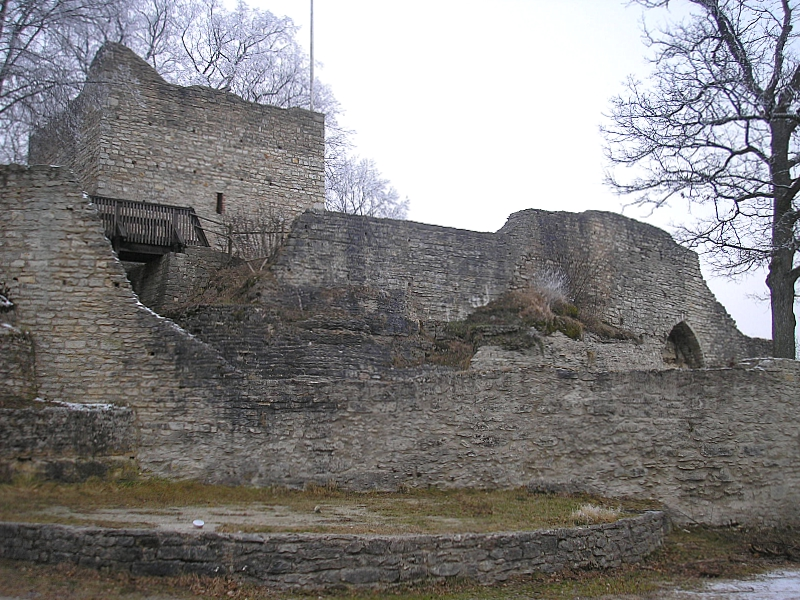
Die Hauptburg von Süden (Dez. 2007)

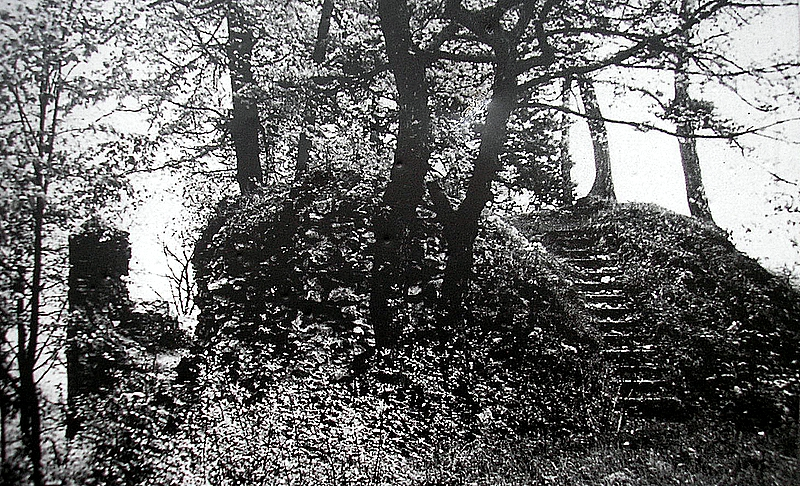
Ansicht vor der Sanierung und Rekonstruktion (Infotafel)

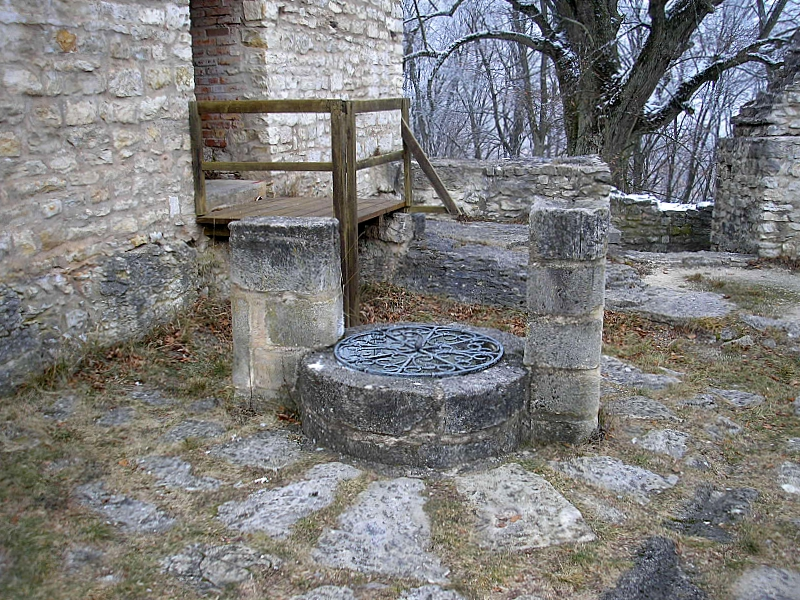
Die Zisterne vor dem Wohnturm

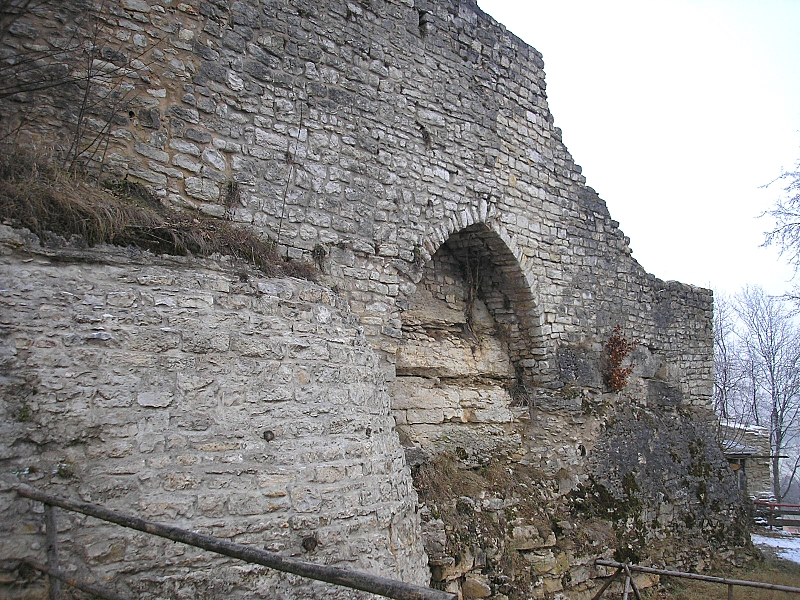
Der Südostteil der Hauptburg mit einem gotischen Entlastungsbogen (Rechter Teil rekonstruiert)

Die Burg Treuchtlingen, auch „Obere Veste“ genannt, ist die Ruine einer Spornburg über der Stadt Treuchtlingen im Landkreis Weißenburg-Gunzenhausen in Mittelfranken (Bayern). Die ausgedehnte Wehranlage wurde ab 1975 durch die „Fördergemeinschaft Burg Treuchtlingen e. V.“ saniert und teilweise rekonstruiert.

## Geographische Lage
Die Burg befindet sich westlich von Treuchtlingen am Beginn des Naturparks Altmühltal zwischen Nürnberg und Donauwörth an der Bundesstraße 2 auf einem nach Südosten gerichteten Bergsporn.
Die Berghänge fallen teilweise sehr steil ins Tal. Im Nordwesten wird die Anlage durch einen tiefen Halsgraben vom Bergrücken getrennt. Unterhalb der Ruine deuten breite Terrassen und Schenkelmauern auf ausgedehnte Vorhöfe hin. Das Gelände ist jedoch stark verändert und planiert. 1926 entstand zudem das erhaltene Kriegerdenkmal auf der unteren Terrasse. Der Architekt Ludwig Ruff entwarf das Monument aus heimischem Bruchsteinmauerwerk in der Art eines offenen Rundtempels.

## Geschichte

### Hoch- und Spätmittelalter
1095 übereignete eine Gerhil de Truthilingun ihre leibeigene Magd an das Kloster Solnhofen. 1125 wird eine Hedewic de Truthlingen urkundlich. Der alte Ortsadel bewohnte offenbar ein „festes Steinhaus“an der Altmühl, dessen Reste sich im Bereich des Stadtschlosses nachweisen lassen.
Ab 1229 erscheinen Herren mit dem Beinamen „von Treuchtlingen“ als staufische Ministeriale. Ob hier ein genealogischer Zusammenhang mit den beiden früheren Namensträgerinnen besteht, ist unklar.
Mehrere Angehörige des Reichsministerialengeschlechts trugen die Vornamen Ulrich und Wirich, weshalb die beiden Linien der Familie nach der Aufspaltung in der Literatur als die „Ulriche“ bzw. „Wiriche“ bezeichnet werden.
Die Burg auf dem Hügel über dem Ort dürfte bereits um 1100, also noch in vorstaufischer Zeit entstanden sein. Der ursprüngliche Ansitz im Ort wurde in der frühen Neuzeit zum Schloss ausgebaut. Wahrscheinlich besaßen die Dorfherren den Burgplatz auf dem Schlossberg ursprünglich als Lehen der benachbarten Marschälle von Pappenheim. 1340 erwarben Ulrich und Wirich von Treuchtlingen dieses Lehen jedenfalls für 560 Pfund Heller von den Pappenheimern und bewohnten die „Obere Burg“ fortan als Eigentümer.
Die ältere „Niedere Veste“, die Talburg im Ort, erscheint erst 1346 in einer Urkunde, als Frikke von Berolzheim ihren Anteil an Ulrich V. von Treuchtlingen weitergab. Der Adelssitz geht wahrscheinlich auf einen karolingischen Herrenhof zurück.
Auf dem Schlossberg entstand zunächst die Hauptburg mit dem repräsentativen Wohnturm und Wirtschaftsbauten im Bereich der westlichen Vorburg. Im 14. Jahrhundert wurde die heute teilweise rekonstruierte Ringmauer errichtet. Die letzten größeren Umbauten erfolgten im 15. Jahrhundert vor dem Verkauf der Burg an die Marschälle von Pappenheim.
Die Herren Ulrich V. und Wirich II. begründeten im 14. Jahrhundert die beiden getrennten Linien der Ulriche und Wiriche. Die Ulriche saßen danach auf der Burg im Tal, die Wiriche bewohnten die Höhenburg. Bereits 1354 verkaufte Ulrich VI seine Treuchtlinger Besitzungen an seinen Vetter Wirich III. Die „Wiriche“ waren seitdem bis zum Erlöschen des Geschlechtes alleinige Ortsherren.
Um 1400 wurde Treuchtlingen zum Markt erhoben. Bereits 1365 bestätigte Kaiser Karl IV. Wirich II. das Recht, sein Dorf zum Markt auszubauen. Die tatsächliche Umsetzung dieser Genehmigung erfolgte jedoch erst unter seinen Nachfolgern Wirich III. oder Wirich IV.
Als Wirich IV. 1422 ohne männlichen Nachfolger starb, fiel der Markt an die Herren von Seckendorff (Niedere Veste) und die Schenken von Geyern (Obere Burg). 1453 erwarb Barbara von Pappenheim die Höhenburg von Hans von Stauf und Wilhelm I. Schenk von Geyern. Die Wasserburg war schon 1447 an Heinrich Marschall von Pappenheim veräußert worden.
Die „Obere Burg“ wurde nun entbehrlich und begann zu verfallen. Die Talburg wurde weitergenutzt und 1575 zum Renaissanceschloss umgestaltet.

### Neuzeit
In den folgenden Jahrhunderten entnahm man der verfallenen Burg Steinmaterial, um es für Neubauten innerhalb des Marktes und des „Kastenhauses“ am Burgberg zu verwenden. Aus einer Abbildung aus dem Jahr 1572 fehlen bereits die Dächer der Burganlage.
In der Zeit der Napoleonischen Kriege zerstörten französische Soldaten sinnlos einige Mauerzüge. 1879 beklagte der Post- und Bahnhofsvorstand Pernwerth von Bärenstein den heruntergekommenen Zustand der Ruine in der Festschrift: „Die Burgruine ob Treuchtlingen“. Er berichtet jedoch auch von den ersten Aktivitäten des örtlichen Verschönerungsvereines, der den Burgweg wiederherstellte.
1905/06 wurde der neue Wasserhochbehälter am südöstlichen Burgberg mit einer kleinen künstlichen Burgruine bekrönt. Diese Kulissenburg wurde gelegentlich mit der – durch Bäume verdeckten – Höhenburg verwechselt. Im 20. Jahrhundert wurde ein weiterer Wasserhochbehälter in den Halsgraben eingebaut und das Vorgelände bei der Anlage des monumentalen Kriegerdenkmales planiert und verändert.
Bei den Bombardierungen des Bahnhofs- und Stadtgebietes im Februar und April 1945, die etwa 600 Menschen das Leben kosteten, trafen auch einige der insgesamt ungefähr 1200 Spreng- und Brandbomben den südlichen Burgbereich. Der Wohnturm verlor einen Teil der bis dahin in Resten erhaltenen Mauerschale mit einigen zweitversetzten hochmittelalterlichen Buckelquadern. Auch die Ringmauer wurde damals stark beschädigt.

### Sanierung und Rekonstruktion
Das Kunstdenkmälerinventar von 1932 konnte bereits nur noch von wenigen Mauerresten berichten, die durch die Kriegszerstörungen weiter reduziert wurden. Heute thront wieder eine stattliche Burgruine über Treuchtlingen. Einigen Burgenkundlern dient die Anlage geradezu als Negativbeispiel einer missglückten Burgsanierung. Auch das geübte Auge tut sich hier oft schwer, das rekonstruierte Mauerwerk von der Originalsubstanz eindeutig zu unterscheiden. Die älteren Rekonstruktionen sind noch gut als Ergänzungen zu erkennen. Seit der archäologischen und burgenkundlichen Begleitung der Maßnahmen des 1974 gegründeten Fördervereines bemühte man sich um Verwendung des originalen Baumateriales und der traditionellen mittelalterlichen Bautechniken. Das moderne Mauerwerk sitzt durchgehend auf mittelalterlichen Fundamenten, die Mauerabschlüsse simulieren jedoch eine durch Verfall entstandene Mauerkrone.
Die begleitenden archäologischen Grabungen konnten einiges zur Erhellung der komplizierten Baugeschichte beitragen. Es wurden einige mittelalterliche Brandschichten festgestellt. Die Burg wurde also entweder gewaltsam zerstört oder ist um 1300 und nochmals gegen 1400 Schadfeuern zum Opfer gefallen. Einige der zahlreichen Bodenfunde sind seit 1996 im städtischen Heimatmuseum ausgestellt. Von besonderer Bedeutung ist der Fund eines weitgehend erhaltenen Topfhelmes (um 1300) im südlichen Zwingerbereich. Insgesamt haben sich in Europa nur etwa 15 originale Vertreter dieses klassischen hochmittelalterlichen Helmtyps erhalten.
2008 genehmigte der Gemeinderat die Erhöhung des Wohnturmes um etwa 9 Meter. Die Arbeiten wurden nach dem Entwurf einer Arbeitsgruppe der Fachhochschule Coburg ausgeführt und waren bis zum 22. Mai 2011 beendet.
Eine Aufstockung in Bruchstein scheiterte u. a. am Einspruch des Bayerischen Landesamtes für Denkmalpflege. Genehmigt wurde schließlich ein Kern aus Ziegelmauerwerk mit einer Verkleidung aus Lärchenholz. So soll eine klare Zäsur zwischen dem „historischen“ Sockel des Wohnturms und den Ergänzungen erkennbar bleiben. Durch die allmähliche Vergrauung der Verkleidung würde sich die Holzschale im Laufe der Jahre optisch an den Bestands anpassen.
Neben einem Arbeitsraum für Historiker und Archäologen soll im aufgestockten Turm auch eine kleine Ausstellung eingerichtet werden. Darüber ist eine Aussichtsplattform konzipiert.

## Heutige Nutzung
Das Burggelände ist frei zugänglich; der Schlüssel für den im Sommer 2010 fertiggestellten Burgturm kann nach Absprache bei der Gemeindeverwaltung ausgeliehen werden. Im Sommer finden auf der Burg seit 2007 Theatervorstellungen statt, organisiert von der Luna-Bühne Weissenburg, Burgserenaden (Veranstalter ist hier der Burgförderverein selbst) und ein Burgfest, das von ca. 70 ehrenamtlichen Helfern des Burgvereins getragen wird.
Das Burgfest wird seit 1976 auf dem Burggelände veranstaltet. Im Jahre 1998 kleideten die Veranstalter des Burgvereins ihr Fest erstmals historisch (mittelalterliche Kleidung, zeittypische Fieranten, Gaukler, Feuerschlucker traten auf). Seitdem findet im Dreijahresturnus ein „Historisches Burgfest“ statt, das 2 Tage dauert, während das „normale“ Burgfest eintägig ist.
Darüber hinaus ist die Burg seit den 2010er Jahren als Ort für standesamtliche Trauungen durch die Stadt Treuchtlingen zugelassen. Dabei kann sich das Brautpaar bei gutem Wetter auch auf der oberen Plattform des jüngst aufgestockten Burgfrieds trauen lassen.

## Beschreibung
Hauptburg
Über dem Nordwesteck der Hauptburg erhebt sich der quadratische salische Wohnturm, dessen Sockelgeschoss besonders im Inneren weitgehend original erhalten ist. Die darüber liegenden Mauerschichten sind moderne Ergänzungen. Auch die Filterzisterne östlich des Turmes ist rekonstruiert. Die originale Werksteinbrüstung konnte aus dem Schöpfschacht der etwa acht Meter tiefen Anlage geborgen und wieder aufgerichtet werden. Auch die großen Kalksteinplatten des Burghofes sind noch erhalten. Einige Stufen führen anschließend hinab in die ehemaligen Kellerräume des Palas, dessen hoch- bis spätmittelalterliches Mauerwerk teilrekonstruiert bzw. gesichert wurde. Die ehemalige Burgküche im Süden ist durch ihre original erhaltene Herdfläche kenntlich.
Im Norden ist dem Palas ein kleiner Flankierungsturm vorgelegt. Ein sanierter Brückenpfeiler deutet darauf hin, dass hier ehemals eine Brücke den Zugang zum mehrere Meter höher gelegen westlichen Vorhof ermöglichte.
Vorburg
Die Ringmauer des 14. Jahrhunderts ist durch drei halbrunde und einen rechteckigen Schalenturm bewehrt. Im Norden und Süden läuft die Wehrmauer als Zwinger um die Kernburg. Im Nordwesten sind die Reste eines Wirtschaftshofes zu erkennen, dessen großer Gewölbekeller teilweise erhalten ist. Nach Westen steigt das Gelände steil zu einem geräumigen Vorburgplateau an. Eine moderne Holzbrücke überspannt den flachen Sohlgraben neben dem romanischen Wohnturm. Dieser Vorburgbereich war ursprünglich bereits im Hochmittelalter durch eine Quermauer im Bereich des Wirtschaftshofes befestigt.
Die Burg wurde ab 1975 in mehreren Teilabschnitten gesichert und teilweise wiederaufgebaut. Ab 1989 wurden die Maßnahmen des Burgvereins archäologisch und burgenkundlich begleitet. Die Sanierung der Burg ist in Fachkreisen nicht unumstritten. Nicht immer sind der Originalbestand und die Ergänzungen klar abzugrenzen.
Im Zweiten Weltkrieg kam es der Bombardierung des Bahnhofsgebietes auch im Südteil der Ruine zu starken Beschädigungen. Nach Kriegsende wurde der Bestand teilweise durch Vandalismus weiter reduziert. Bis 1975 waren von der ausgedehnten Anlage nur noch Mauerreste der Kernburg und der Ringmauer zu erkennen. Der damalige Zustand ist auf einigen Informationstafeln auf dem Burgareal dokumentiert.
Nach dem Abschluss der Sanierungsarbeiten wird die Erscheinung der Burgruine im Wesentlichen durch die umfangreichen Ergänzungen bestimmt. Der ursprünglich hochmittelalterliche Wohnturm der Kernburg kann als Aussichtsturm bestiegen werden. In der nahezu vollständig rekonstruierten Mauerschale wurden sogar die „Rüsthölzer“ belassen bzw. imitiert. Auch die Reste der Palasmauern sind gesichert und ergänzt. Über der weitgehend original erhaltenen Herdstelle der ehemaligen Burgküche wurde ein Schutzdach aufgerichtet.
Die spätmittelalterliche Ringmauer ist wieder einige Meter hoch zu verfolgen. Der Wiederaufbau orientiert sich zumindest in den jüngeren Abschnitten bezüglich des verwendeten Steinmateriales und der Bautechnik am historischen Vorbild. Auch die Stümpfe der halbrunden bzw. rechteckigen Schalentürme wurden bis zur Mauerhöhe aus dem örtlichen Kalkbruchstein aufgemauert.

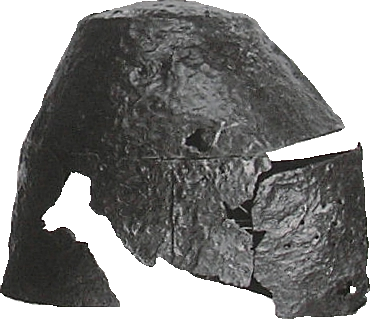
Der im Südzwinger aufgefundene Topfhelm
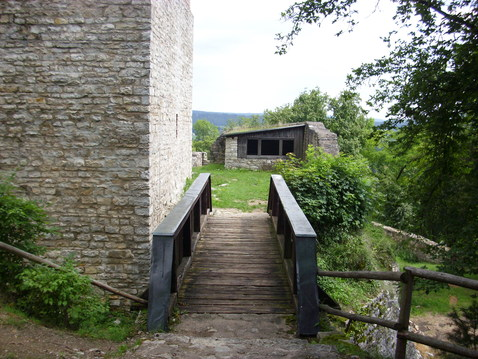
Brücke über den Sohlgraben
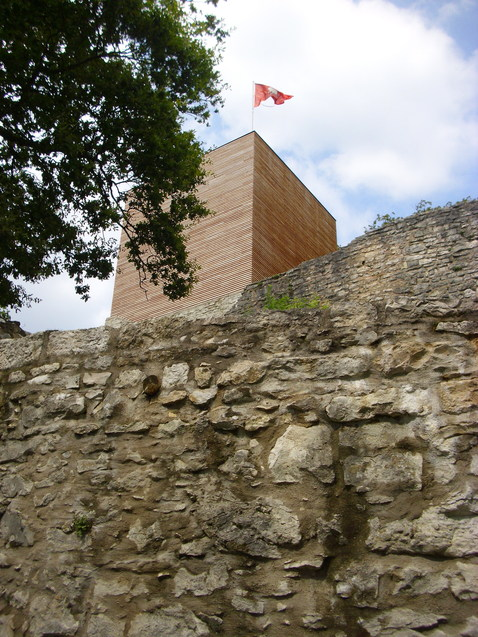
Wohnturm
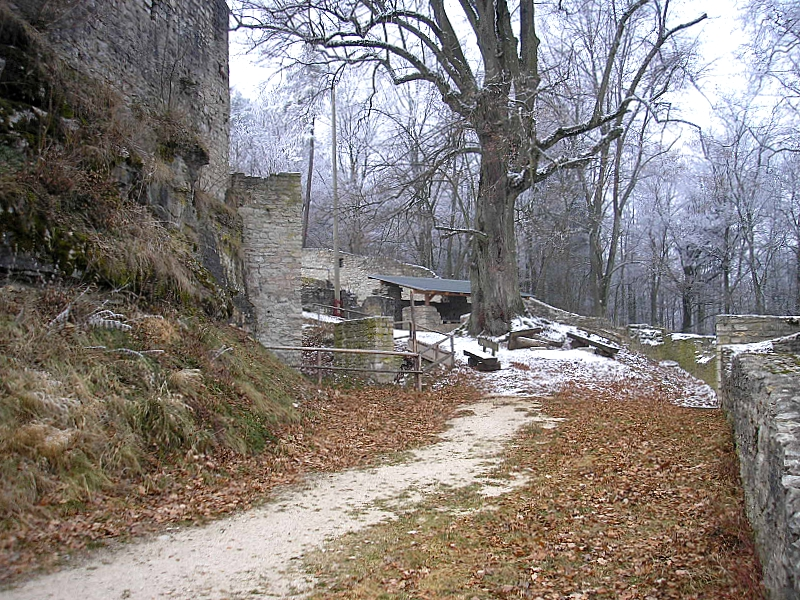
Der östliche Zwingerbereich mit der Burglinde und dem Wirtschaftshof
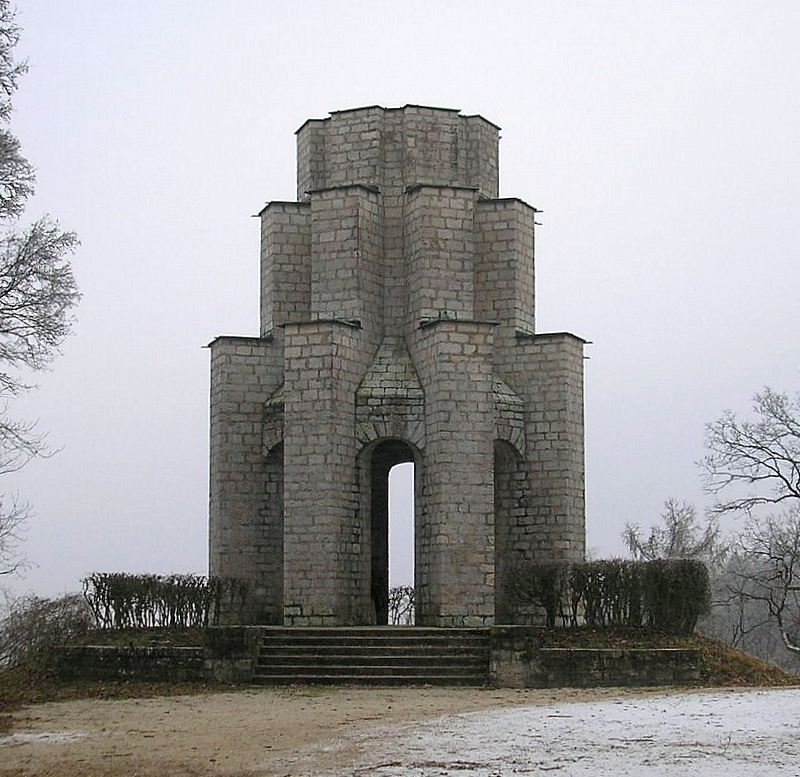
Das Kriegerdenkmal auf der unteren Terrasse
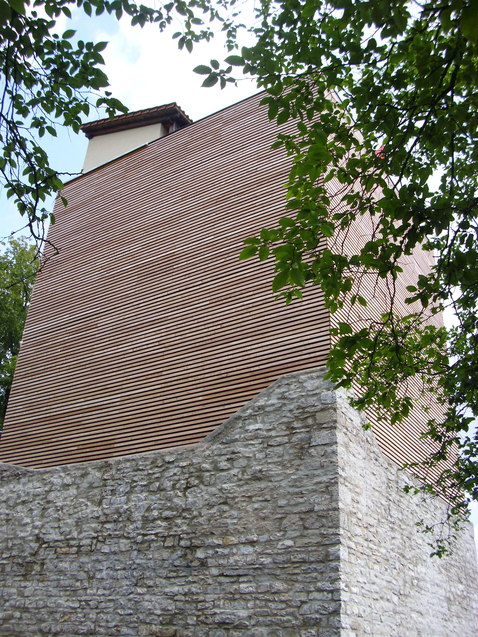
Aufgestockter Wohnturm im August 2010
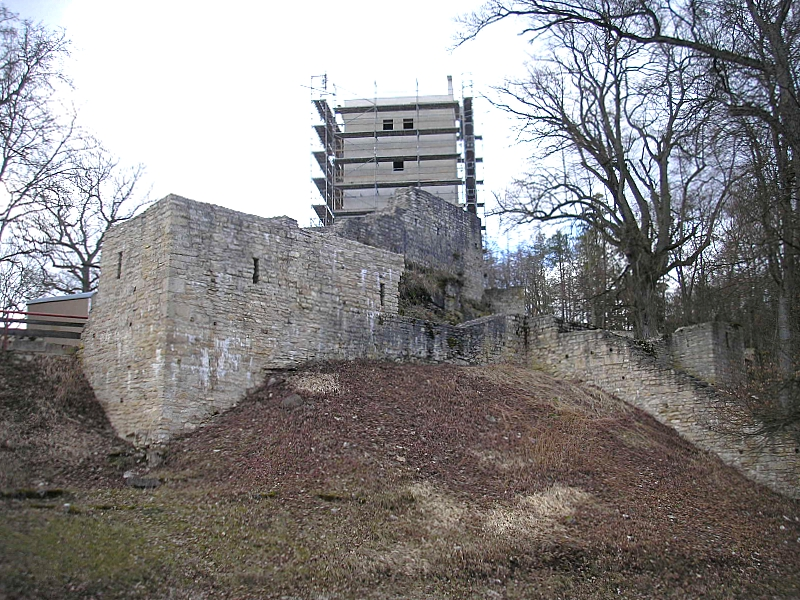
Gesamtansicht der Ostseite vom Kriegerdenkmal (März 2010)
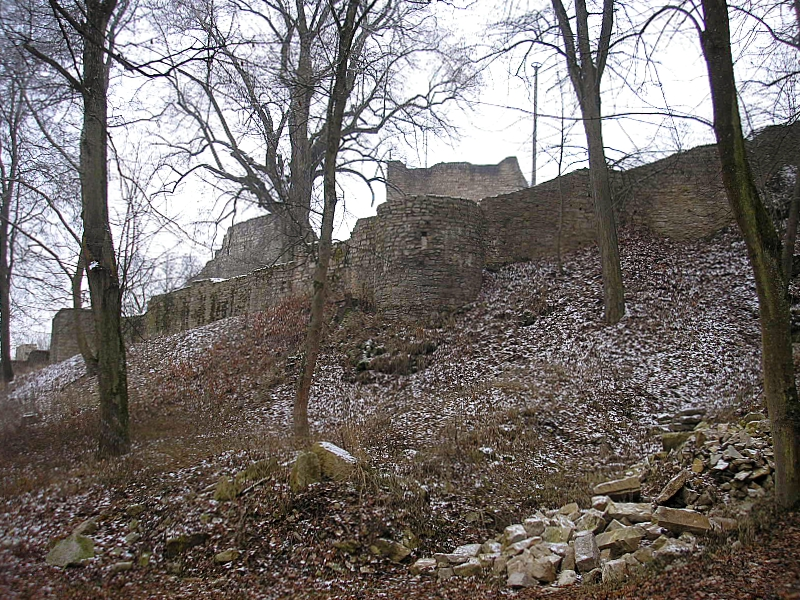
Die Ringmauer der Ostseite